# Dicnecidia
Dicnecidia là một chi bướm đêm thuộc phân họ Olethreutinae trong họ Tortricidae.

## Các loài
- Dicnecidia cataclasta Diakonoff, 1982
- Dicnecidia fumidana Kuznetzov, 1997